# Magnolia multiflora
Magnolia multiflora este o specie de plante din genul Magnolia, familia Magnoliaceae, descrisă de M.C.Wang și C.L.Min. Conform Catalogue of Life specia Magnolia multiflora nu are subspecii cunoscute.